# Sigismondo Calchi
Sigismondo Calchi, indicato anche come Calco (Milano, 1626 – Milano, agosto 1711), è stato un nobile, politico e giurista italiano.

## Biografia
Nato a Milano nel 1626, Sigismondo era figlio di Pietro Antonio Calchi, notaio, e di sua moglie, Margherita Scaccabarozzi. Intraprese gli studi giuridici sulle orme del padre e nel 1666 venne ammesso come membro del collegio dei giureconsulti di Milano. Successivamente fu pretore della città di Cremona.
Divenne quindi giudice delle vettovaglie, poi giudice delle strade e, nel 1672, prefetto della città di Milano. Durante il suo periodo di reggenza di quest'ultima carica, curò il restauro del Coperto dei Figini, venendo successivamente nominato senatore che mantenne sino a tarda età quando chiese ufficialmente di essere esonerato dalle attività del senato a causa proprio della sua vecchiaia. Nel 1682 e per tutto il 1683, ricoprì la carica di vicario di provvisione a Milano. Sposò la nobile milanese Francesca de' Custodi.
Morì a Milano nell'agosto del 1711.

## Opere
La vicenda personale del Calchi è legata in particolare alla sua opera come scrittore in ambito giuridico, imponendosi come il massimo esperto della sua epoca in diritto di successione (probabilmente influenzato da questo dal mestiere di notaio del padre), per la quale compose il suo De suspicione falsitatis ex conjiecturis proveniente, quae sufficit ad infirmanda testamenta, come pure altre opere della stregua di Responsum, sive tractatus in eadem materia, De feudis eorumque natura, Allegationes de pactis futurae successionis, Tractatus de pactis futurae successionis (1699), Controversiarum forensium partes sex (1668).